# Jim Wright (spiker)
Jim Wright, właśc. James Claude Wright Jr. (ur. 22 grudnia 1922 w Fort Worth, zm. 6 maja 2015 tamże) – amerykański polityk, członek Izby Reprezentantów USA w latach 1955–1989 i działacz Partii Demokratycznej, w okresie od 6 stycznia 1987 do 6 czerwca 1989 spiker Izby Reprezentantów.